# Vera Candau

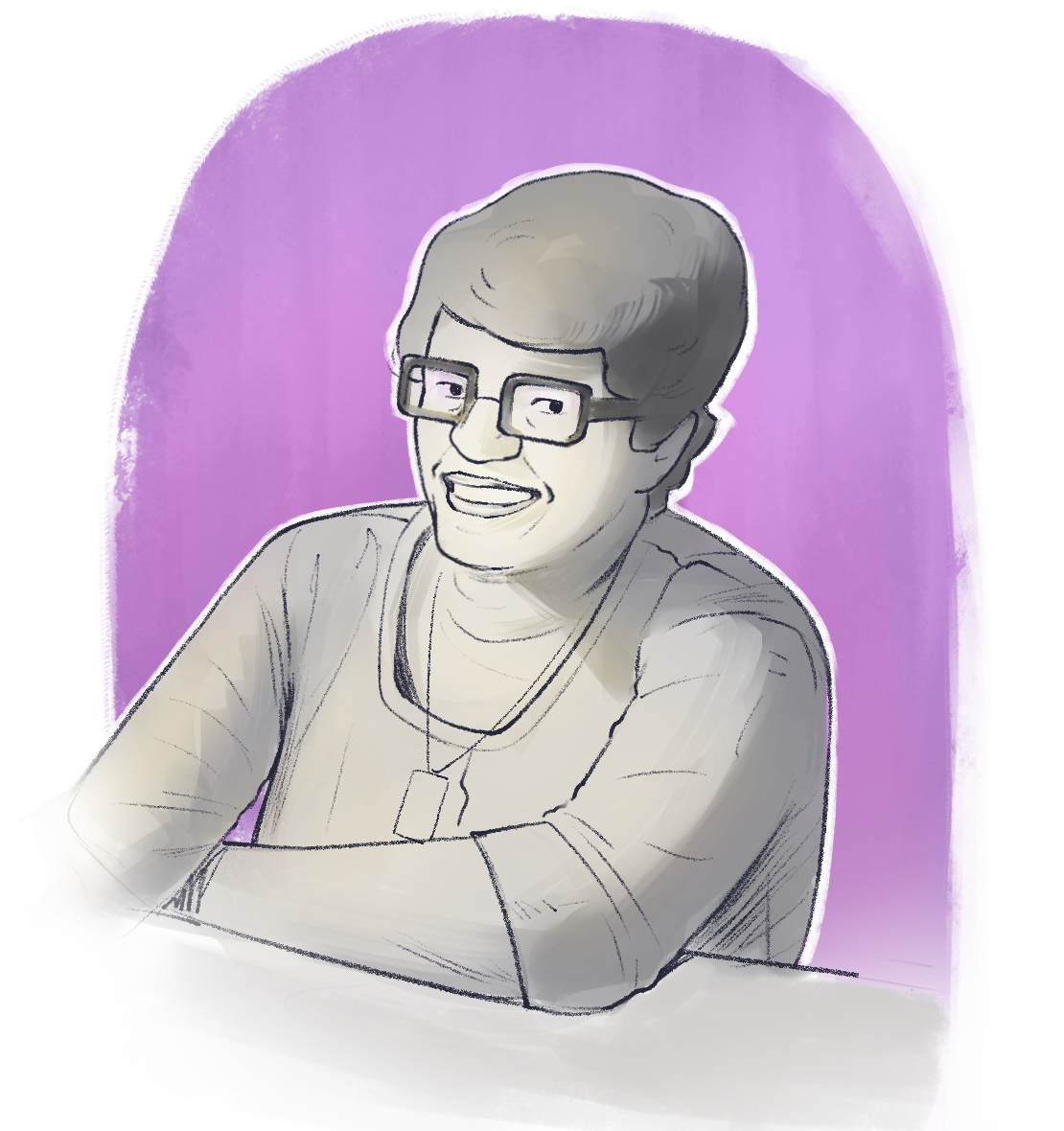
Vera Maria Candau

Vera Maria Ferrão Candau é uma educadora, pesquisadora e escritora brasileira e uma das teóricas mais relevantes no campo da didática e da educação intercultural no Brasil.

## Atuação profissional
Como professora e pesquisadora titular emérita do Departamento de Educação da Pontifícia Universidade Católica do Rio de Janeiro (PUC-Rio), Candau dedicou sua carreira a desvendar as complexas relações entre educação, cultura e sociedade. Sua principal área de estudo é a didática sob uma perspectiva educação intercultural. Por meio de seu trabalho, ela lidera o Grupo de Estudos Sobre o Cotidiano, Educação e Cultura(s) (GECEC), em que orienta pesquisas que buscam reinventar a escola para que ela se torne um espaço mais democrático e inclusivo.
A trajetória de Vera Candau na didática representa um importante marco de renovação do campo da educação no Brasil. Sua atuação foi importante para que a didática deixasse de ser vista apenas como um conjunto de técnicas de ensino, uma abordagem que dominava o cenário até o final da década de 1970. Esse movimento de ruptura teve um momento crucial no Seminário “A Didática em questão”, de 1982, que gerou a obra homônima organizada por Candau. Esse trabalho propôs uma mudança radical de perspectiva: da Didática Instrumental para uma Didática Fundamental, que entende o processo de ensino-aprendizagem em sua rica multidimensionalidade, integrando as dimensões humana, técnica e sociopolítica ao trabalho do professor.
O trabalho de Vera Candau incentiva uma didática que não apenas transmita conteúdos, mas que promova o diálogo, o respeito e a valorização das diferentes culturas, que vai além da tolerância e busca ativamente questionar preconceitos e injustiças sociais. Com uma vasta produção de livros e artigos, sua obra se tornou uma referência para a formação de professores, contribuindo para a construção de uma educação mais conectada com os desafios da diversidade e da justiça social no Brasil.

## Homenagens
- Recebeu a Homenagem Paulo Freire, em 2012, pela produção acadêmica na área de Didática.[9]
- Recebeu a Homenagem Cora Coralina, em 2013, na área de Educação em Direitos Humanos.[10]

## Principais livros publicados/organizados ou edições
- A didática em questão (1983)
- Educar em direitos humanos construir democracia (2000)
- Magistério: construção cotidiana (2001)
- Sociedade, educação e cultura(s): questões e propostas (2002)
- Currículos, disciplinas escolares e culturas (2014)
- Educação Intercultural na América Latina: entre concepções, tensões e propostas (2018)